# 吳起南毛介
吳起南毛介（学名：Austrolimoosella wuchii）为粗面介科南毛介屬下的一个种。